# Sut den op fra slap
Sut den op fra slap er en sang af den danske gruppe Suspekt fra albummet Prima Nocte
Sangen er delt op i to dele.
Den første del handler om sangerens potensproblemer, og om hvorledes kvinden ved hjælp af blandt andet orale ydelser kan hjælpe manden med problemet.
Anden del af sangen er mere et manifest af Suspekt's status, en slags ode til sig selv.